# 太平洋竹筴魚
太平洋竹筴魚（学名：Trachurus symmetricus），為輻鰭魚綱鱸形目鱸亞目鰺科竹筴魚屬下的一個種，為亞熱帶海水魚。

## 分布
分布於東太平洋區，從美國阿拉斯加至墨西哥加利福尼亞灣海域，深度0-400公尺。

## 特徵
本魚體細長且側扁，身體的背部和腹部輪廓具有相同的曲率，尾鰭叉形，背部是金屬藍色到橄欖綠色，再過渡到白色腹部之前變得更加銀白色。頭頂部和眼睛周圍區域很暗，鰓蓋上部後部有一個黑點。尾鰭黃色到偏紅色，背鰭硬棘8-9枚、背鰭軟條28-38枚、臀鰭硬棘1-2枚、臀鰭軟條22-33枚、脊椎骨23-25個，體長可達81公分。

## 命名及分類
本種首先由William Orville Ayres於1855年根據美國加利福尼亞州舊金山灣的模式種標本進行科學描述，他將這種物種命名為Caranx symmetricus，但將其納入後來發現分類錯誤。本種在1944年以不同名稱Decapterus polyaspis從俄勒岡州捕獲的標本中重新描述，根據ICZN規則歸類為初級同義詞，因此被捨棄。1983年，C. symmetricus由William N. Eschmeyer和Earl Herald轉移到Trachurus symmetricus。

## 生態及經濟利用
通常棲息在距岸邊約500海浬的外海，成群活動，會進行洄游，幼魚時常出現在在海藻從下或在碼頭下面，屬肉食性，主要吃小型甲殼動物與仔魚，具商業價值的食用魚，在市場上銷售生鮮、煙燻、罐裝及冷凍，以油炸或燒烤方式食用。